# Vecchio regno di Romania

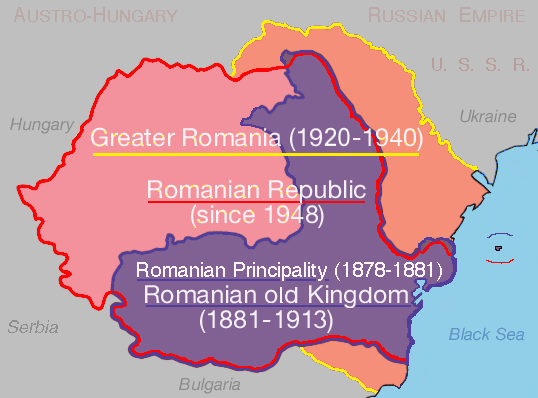
Cambiamenti nei confini della Romania dal 1881. Il "vecchio regno" è indicato in viola

Stemma della Romania (1881–1921)

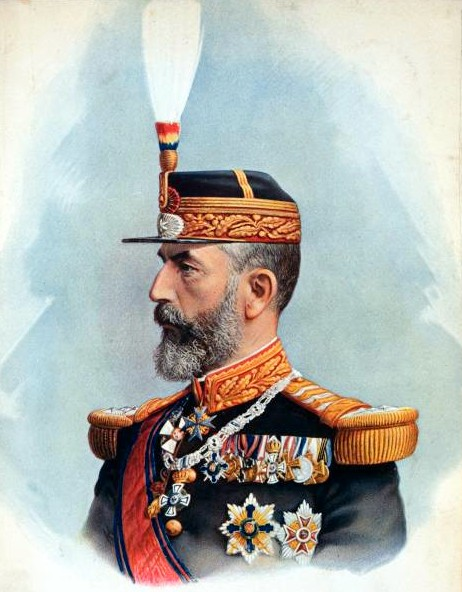
Re Carlo I (regnante 1866–1914)

Il Vecchio regno di Romania (in romeno Vechiul Regat o semplicemente Regat; in tedesco: Altreich) è un termine storico e colloquiale per riferirsi al territorio del primo stato nazionale rumeno, composto dai Principati danubiani (Valacchia e Moldavia). Esso nacque sotto gli auspici del trattato di Parigi nei divan ad hoc di entrambi i principati che pure rimanevano sotto la sovranità dell'Impero ottomano. Il primo principe eletto fu il moldavo Alexandru Ioan Cuza, che riuscì ad ottenere de facto l'unificazione dei due principati ricoprendo sia il trono di Valacchia che quello di Moldavia. La regione stessa venne meglio definita come risultato dell'atto politico e venne seguita dall'inclusione della Dobrugia Settentrionale e del trasferimento della parte meridionale della Bessarabia all'Impero russo nel 1878. Nel 1881 venne proclamato il Regno di Romania.
Il termine di "vecchio regno" iniziò ad essere utilizzato dopo la prima guerra mondiale quando, dopo l'annessione della Transilvania, del Banato, della Bessarabia e della Bucovina, si formò la "Grande Romania", indicata come il "nuovo regno".